# Ryan García
Ryan García (ur. 8 sierpnia 1998 w Victorville) – amerykański pięściarz zawodowy, w 2021 posiadał tymczasowy tytuł mistrza świata federacji WBC w wadze lekkiej.

## Kariera
Ma trzy siostry: Demi, Sashę i Kaylę, oraz brata - Seana - który również jest zawodowym bokserem. Jego rodzice, Henry i Lisa Garcia, od początku byli bardzo zaangażowani w jego karierę amatorską - ojciec do dziś pozostaje zresztą jednym z jego trenerów. Sam Garcia reprezentuje na ringach zawodowych Stany Zjednoczone, jednak zawsze podkreśla swoje przywiązanie do meksykańskich korzeni.
Garcia swój zawodowy kontrakt podpisał już w wieku niespełna osiemnastu lat z kierowaną przez Oscara de la Hoyę grupą Golden Boy Promotions. W zawodowym debiucie, do którego doszło 9 czerwca 2016 roku w meksykańskiej Tijuanie, pokonał przez TKO w pierwszej rundzie Edgara Meza (0-1).
Swój pierwszy zawodowy tytuł wywalczył w jedenastej walce, pokonując przez KO w pierwszej rundzie w Las Vegas Meksykanina Miguela Carrizozę (10-3, 3 KO). Zdobył wówczas pas NABF w wadze super piórkowej.
2 listopada 2019 roku podczas gali Canelo vs. Kowaliow w MGM Grand w Las Vegas znokautował w pierwszej rundzie Filipińczyka Romero Duno (21-2, 16 KO), dzięki czemu wywalczył pasy WBC Silver i WBO NABO w wadze lekkiej.
14 lutego 2020 roku w Honda Centre w Anaheim pokonał przez nokaut w pierwszej rundzie Francisco Fonsecę (25-3-2, 19 KO), broniąc tytułu WBC Silver w wadze lekkiej. Jego bilans po tym pojedynku wynosił dwadzieścia zwycięstw (w tym siedemnaście przed czasem) i żadnej porażki.
2 stycznia 2021 roku w American Airlines Centre w Dallas wywalczył tytuł tymczasowego mistrza świata federacji WBC w kategorii lekkiej. Wszystko dzięki zwycięstwu przez TKO w siódmej rundzie ze złotym medalistą olimpijskim z Londynu, Lukiem Campbellem (20-4, 16 KO). Garcia znokautował swojego rywala ciosem na korpus, choć sam wcześniej zaliczył w tym pojedynku nokdaun (w drugiej rundzie). Do momentu przerwania walki Amerykanin prowadził na kartach punktowych wszystkich sędziów (58-56, 58-55, 58-55).
22 kwietnia 2023 roku w T-Mobile Arena w Las Vegas przegrał przez KO w 7. rundzie z Gervontą Davisem (29-0, 27 KO).
2 grudnia 2023 roku w Toyota Centre w Houston pokonał przez KO w 8. rundzie Oscara Duarte Jurado (26-1-1, 21 KO).

### Garcia vs Haney
20 kwietnia 2024 roku w Barclays Centre w Nowym Jorku stanął w szranki z niepokonanym wcześniej Devinem Haney'em (31-0, 15 KO). Początkowo stawką walki miał być należący do jego rywala pas mistrza świata federacji WBC w wadze junior półśredniej, jednak Garcia podczas ceremonii ważenia przekroczył obowiązujący limit wagowy o 1,5 kg, przez co stracił szansę na wywalczenie tytułu już przed pierwszym gongiem i był zmuszony zapłacić ustaloną w kontrakcie karę. 
W trakcie pojedynku Ryan trzykrotnie rzucał swojego rywala na deski. Ostatecznie zwyciężył jednogłośną decyzją sędziów - 112:112, 114:110 i 115:109. Wynik walki jednak unieważniono, a Garcię ukarano rocznym zawieszeniem w związku z wykryciem w jego organizmie po pojedynku niedozwolonych środków.